# Megachile gentilis
Megachile gentilis är en biart som beskrevs av Cresson 1872. Megachile gentilis ingår i släktet tapetserarbin, och familjen buksamlarbin. Inga underarter finns listade i Catalogue of Life.